# پنتی لینکلا
پنتی لینکلا (انگلیسی: Pentti Linkola; ۷ دسامبر ۱۹۳۲ – ۵ آوریل ۲۰۲۰) فیلسوف، نویسنده، بوم‌شناس، پرنده‌شناس، طرفدار محیط زیست، ماهیگیر، دگراندیش، و مقاله‌نویس اهل فنلاند بود.
وی همچنین برندهٔ جوایزی همچون جایزه اینو لینو شده‌است.